# Thallium(III)-oxid
Thallium(III)-oxid (Tl2O3) ist eine anorganische chemische Verbindung aus der Gruppe der Oxide des Thalliums. Es handelt sich hierbei um einen braunen bis schwarzen Feststoff. Wie alle anderen Thalliumverbindungen auch ist Thallium(III)-oxid extrem giftig.

## Vorkommen
Thallium(III)-oxid kommt natürlich in Form des sehr seltenen Minerals Avicennit vor.

## Gewinnung und Darstellung

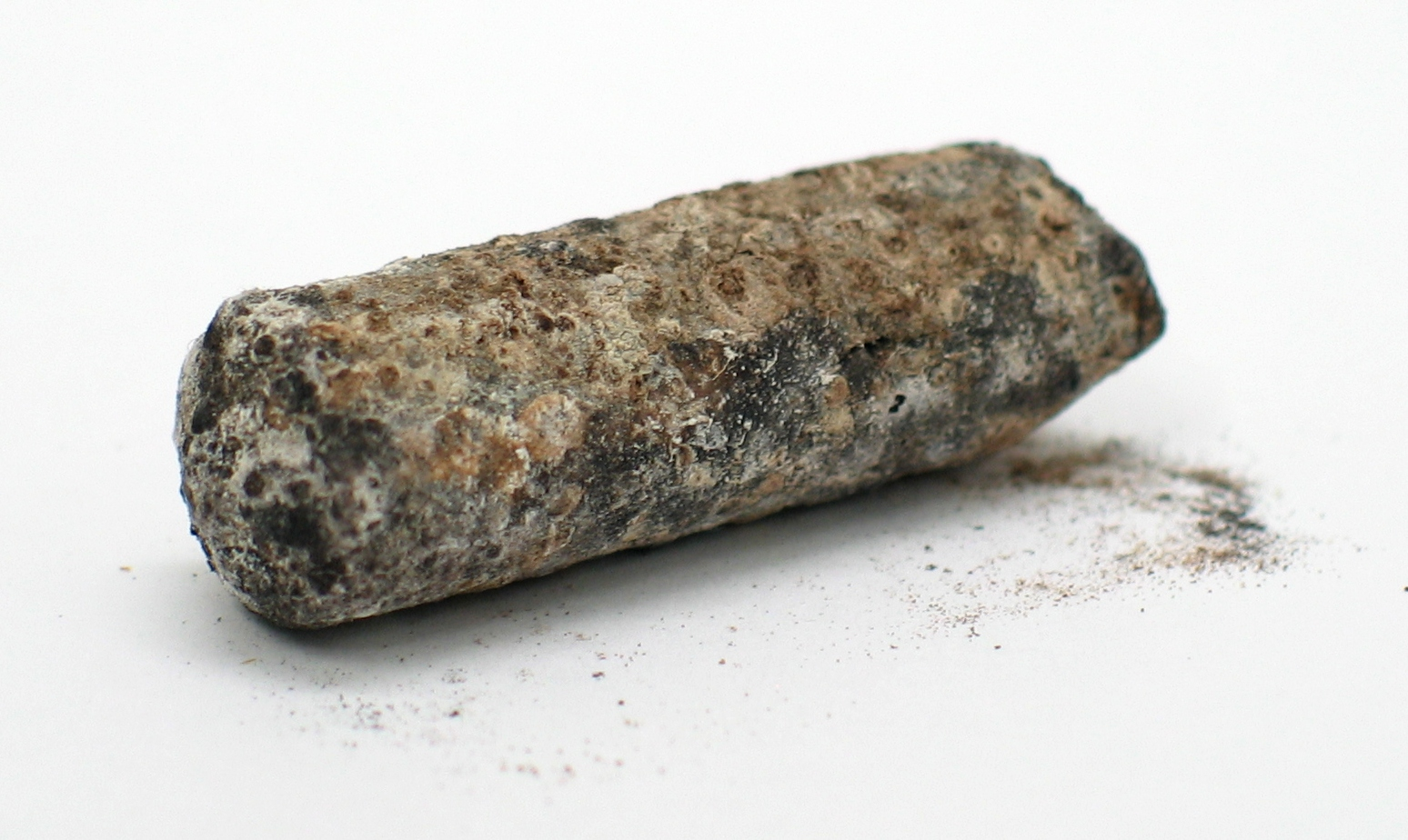
Die braune Schicht auf diesem Metallstab aus reinem Thallium ist Thallium(III)-oxid, welches durch die Oxidation des Metalls entstanden ist.

Thallium(III)-oxid kann durch Reaktion von Thallium(I)-nitrat mit Kalilauge und Chlor gewonnen werden, wobei dabei das rotbraune Thallium(III)-oxidhydrat mit der ungefähren Zusammensetzung Tl2O3·1,47 H2O entsteht, welches durch Vakuumexsikkation in die wasserfreie Form überführt werden kann.
{\displaystyle \mathrm {2\ TlNO_{3}+6\ KOH+2\ Cl_{2}\longrightarrow Tl_{2}O_{3}+2\ KNO_{3}+4\ KCl+3\ H_{2}O} }
Wenn reines Thallium der Luft ausgesetzt wird, bildet sich ein dünner Film von Thallium(III)-oxid durch Oxidation.

## Eigenschaften
Thallium(III)-oxid ist ein brauner bis schwarzer (je nach Darstellungsbedingungen) Feststoff, welcher in Wasser unlöslich ist. Er besitzt eine Defektstruktur vom Calciumfluorid-Typ (a = 10,543 Å). Über 500 °C und 65 kBar nimmt es eine Kristallstruktur vom Korund-Typ an. Im Gegensatz zum „isoelektronischen“ Blei(IV)-oxid ist Thallium(III)-oxid ein nur mäßiges Oxidationsmittel und zerfällt erst bei hoher Temperatur zu Thallium(I)-oxid und Sauerstoff.